# Pazos de Borbén
Pazos de Borbén település Spanyolországban, Pontevedra tartományban. Pazos de Borbén Redondela, Soutomaior, Fornelos de Montes, Mondariz, Ponteareas és Mos községekkel határos. Lakosainak száma 3002 fő (2024).

## Népesség
A település népessége az elmúlt években az alábbi módon változott:
| Lakosok száma | 3089 | 3161 | 3145 | 3170 | 3170 | 3075 | 2991 | 2999 | 2998 | 3002 |
|               | 2001 | 2004 | 2007 | 2009 | 2012 | 2014 | 2017 | 2019 | 2022 | 2024 |